# Анакоко
Анакоко — остров на реке Куюн на границе между Венесуэлой и Гайаной; спорная территория между данными государствами, фактически контролируемая Венесуэлой. Согласно позиции Гайаны, большая часть острова принадлежит этому государству. Согласно позиции Венесуэлы, остров Анкока — часть её территории. С 1966 года остров находится под контролем Венесуэлы. Площадь — 28 км². На Анкоке действует венесуэльская военная база.

## География
Остров Анакоко располагается на реке Куюн на границе между Венесуэлой и Гайаной. Образован в результате слияния реки Куюн с её притоками. Длина с северо-востока на юго-запад — 4,7 км. Максимальная ширина — 3,1 км. Большая часть острова покрыта лесом и кустарниками. На нём обнаружены небольшие месторождения золота.

## Территориальные споры
Территориальные претензии Венесуэлы относительно западной части современной Гайаны высказывались с начала 1840-х годов (когда эта страна была британской колонией). При этом Венесуэла опиралась на тот факт, что земли к западу от реки Эссекибо ранее входили в состав вице-королевства Новая Гранада. Это подтверждал договор 1648 года о разграничении территорий между Испанией и Нидерландами. В 1814 году часть голландских колоний в Гвиане перешла к Великобритании. В 1831 году они были объединены в единую колонию Британская Гвиана, которая в 1966 году была провозглашена независимым государством Гайана. На месте испанской Новой Гранады в 1821 году возникла Великая Колумбия, в 1830 году её восточная часть стала независимой Венесуэлой. Споры между Венесуэлой и Великобританией были рассмотрены международным Парижским арбитражным судом. В 1899 году он утвердил границу, которая формально до нашего времени разделяет Венесуэлу и Гайану. В Венесуэле решение Парижского арбитражного суда вызвало недовольство. В 1963 году, накануне провозглашения независимости Гайаны, Венесуэла вновь выдвинула территориальные претензии. В феврале 1966 года в Женеве состоялась конференция, в которой принимали участие Гайана и Великобритания с одной стороны и Венесуэла — с другой. Была создана совместная международная комиссия. Венесуэла обязывалась во время работы комиссии не выдвигать новых территориальных претензий.
Остров Анакоко был необитаем и рассматривался Гайаной как разделённый на две части между странами. Венесуэльцы считали, что он полностью принадлежит Венесуэле, поскольку протока со стороны основных венесуэльских территорий очень узкая, а со стороны Гайаны — широкая. К тому же граждане Венесуэлы периодически вели на нём хозяйственную деятельность. 12 октября 1966 года, когда армия Великобритании покинула Гайану, венесуэльские военные и гражданское население заняли гайанскую часть Анакоко и начали строительство аэродрома и добычу полезных ископаемых. В Гайане эту акцию посчитали одним из шагов Венесуэлы для развязывании конфликта и давления на работу международной комиссии. В начале 1970 года в районе Анакоко произошла перестрелка с обеих сторон.
18 июня 1970 года по результатам комиссии был подписан договор в Порт-оф-Спейне между Венесуэлой с одной стороны и Великобританией и Гайаной — с другой. Он отодвигал решение территориальной проблемы на 12 лет и мог продляться на новый 12-летний срок, пока не будет предложено другое решение. Несмотря на улучшение отношений между Гайаной и Венесуэлой в 1970-е — 1980-е годы, последняя не отказалась от планов включения западной Гайаны в свой состав и не оставила восточную часть острова Анакоко. Наличие проблемы подтвердили переговоры между президентами двух государств в июле 2009 года в Каракасе.